# Ciudad Deportiva de Paterna
La Ciudad Deportiva de Paterna est le terrain d'entraînement du Valence CF en première division espagnole. Localisé dans la commune de Paterna, près de Valence, il a été inauguré en 1992.
C'est aussi le stade de la filiale jeune du club où y jouent le Valencia CF Mestalla devant 3 000 spectateurs.

## Histoire
La Ciudad Deportiva s'étend à travers un secteur de 180 000 mètres carrés. C'est non seulement l'école et la résidence pour les futurs footballeurs du club de Valence, mais aussi un centre de réadaptation moderne.
Les locaux comprennent des pièces pour les physiothérapeutes, un jacuzzi, un sauna et une piscine. Il y a également une grande salle de gymnastique,  avec des machines différentes et modernes utilisées pour la préparation physique des footballeurs. 
Au rez-de-chaussée, le bâtiment principal a dix chambres pour loger les footballeurs, et également une salle de séjour ainsi qu'une salle à manger. L'entraîneur peut regarder des vidéos pour analyser son équipe et étudier leurs équipes rivales dans un local audiovisuel. Les vestiaires, loges et toilettes, pour la première et deuxième équipe sont au rez-de-chaussée.
Les joueurs issus de ce centre de formation sont appelés "los canteranos". C'est notamment les cas de Paco Alcácer, Juan Bernat, Vicente Guaita, David Silva, Pablo Hernández, Raúl Albiol et surtout, David Albelda.